# Gábriel arkangyal
Szent Gábriel arkangyal, vagy magyarosan Gábor főangyal (héberül: Gávri-El (גבריאל), melynek jelentése: „Isten embere”, „Isteni ember” vagy „isten ember formájú reprezenátora ”) talán a legismertebb arkangyal a Bibliában és a Koránban.

## Gábriel a különböző hagyományokban
Gábriel az Ószövetségben és az Újszövetségben is szerepel. Az Ószövetségben Gábriel angyal magyarázta meg Dániel próféta látomásának értelmét (Dán 8,16-26) és a 70 évről szóló prófécia jelentését (Dán 9,21-27). Lukács evangéliuma Gábrielt úgy említi, mint Isten hírvivőjét, küldöttjét. Előbb Zakariás papnak adja hírül Keresztelő János születését, aki nagy tetteket fog végrehajtani (Lk 1,5-20). Itt magáról azt mondja, hogy az Úr színe előtt áll. Ezután Názáretben Máriánál is megjelenik, átadva az angyali üdvözletet, vagyis a Szentlélek révén, Jézus születését és jövendő, messiási hivatását (Lk 1,26-38).
Egyes apokrif iratok szerint a Szodomát és Gomorát elpusztító angyalok között is ott volt.
A későbbi keresztény hagyomány Mihály arkangyal és Rafael arkangyal mellett Gábrielt is az arkangyalok közé sorolta. Gábor főangyal, a Biblia szerint az Úr előtt álló hét főangyal egyike (Tób 12,15; Lk 1,19). Az Üdvözlégy ima a Máriához intézett szavaival kezdődik.

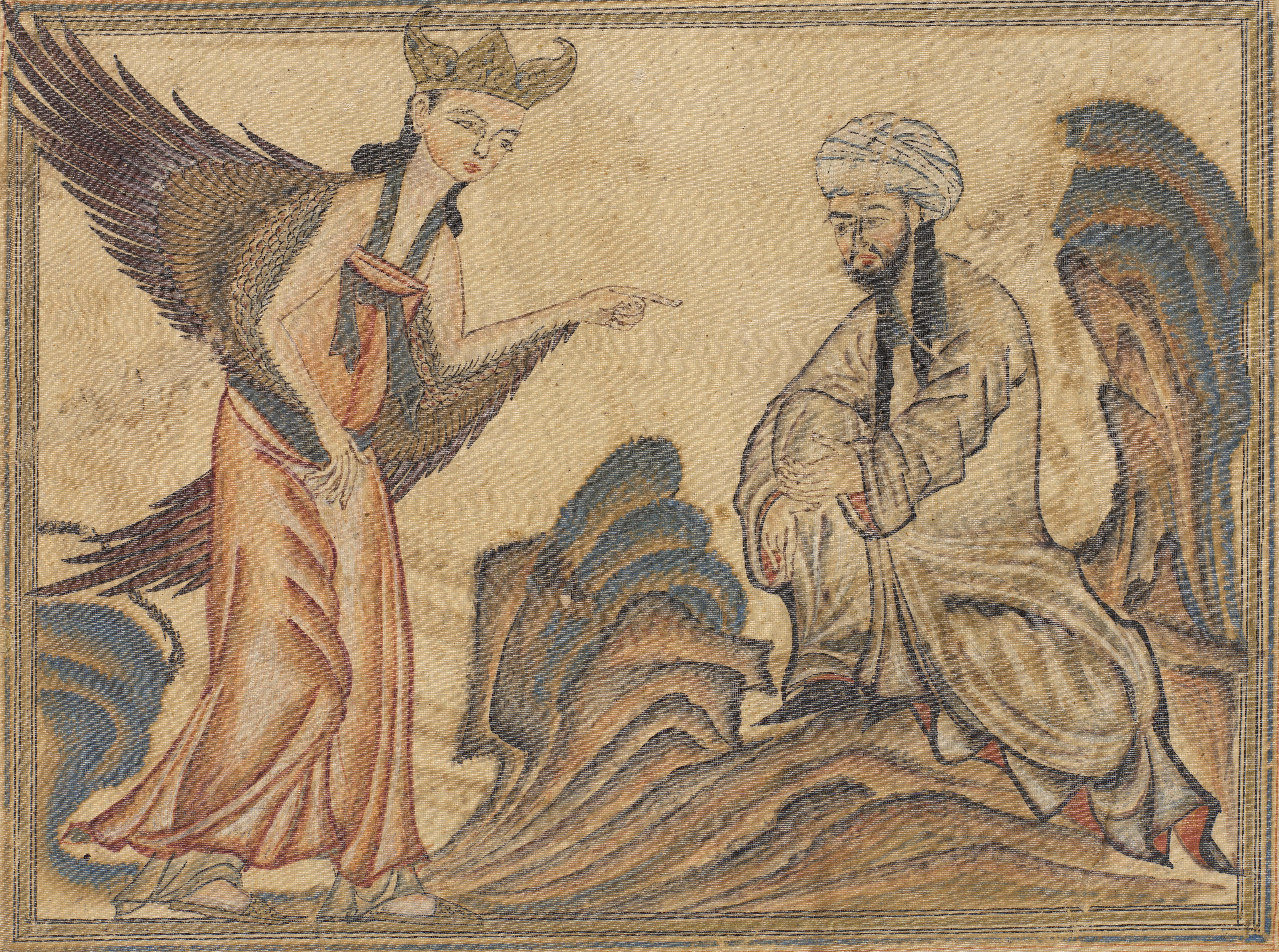
Gábriel a Hira hegyen jelent meg Mohamed előtt, hogy 20 éven keresztül ismertesse vele Isten szavait, 14. századi perzsa miniatúra

Egy legenda szerint III. Ottó német-római császár a lengyel uralkodónak ígérte Attila koronáját, miközben azt István, a magyarok fejedelme is követelte. III. Ottó 1000-ben megkerestette és személyesen föl is tárta Nagy Károly sírkamráját, ahol megtalálta a koronázási jogart és a koronát, s Ravenna érintésével Rómába vitte, ahova 1000. október 2-án érkezett meg. Ottó és II. Szilveszter pápa úgy döntött, hogy a koronát a lengyel uralkodónak szolgáltatják ki. II. Szilveszter pápa azonban álmot látott, melyben Gábriel arkangyal arra figyelmeztette, hogy a koronát ne a lengyel királynak adja, hanem annak a követnek, aki másnap reggel érkezik. Másnap reggel az Árpád-családból származó István magyar fejedelem követe, Asztrik apát érkezett és kérte a koronát. Szilveszter pápa megáldotta a koronát, és egy apostoli keresztet is küldött vele együtt, valamint egy levelet, melyben a magyarok királyát apostoli jogokkal ruházta fel. Ezzel kinyilvánította, hogy a koronát nemcsak az Istentől származó földi hatalom közvetítőjének, hanem egyben a magyar állam megtestesítőjének is tekinti.
Gábriel arkangyal csak 1921-ben került be a hivatalos római katolikus kalendáriumba, ekkor ünnepét március 24-ére tették. 1969-től azonban Szent Mihállyal és Szent Rafaellel együtt szeptember 29-ére tették római katolikus ünnepét. Az ortodox egyházakban november 8-án ünneplik, de megemlékeznek róla március 26-án és július 13-án is.
Gábrielt az iszlám is tiszteli (arab neve Dzsibríl vagy Dzsibráil), ugyanis hitük szerint ő az, aki az elrendelés éjszakáján és azt követően eljuttatta Mohamed prófétához Isten szavát, a Koránt.
Az ezoterikus tanokban ő az igazság angyala és az Édenkert őrzőjének a feje. Gabriel arkangyal náluk a remény angyala, aki mindig reményt ad az embereknek, valamint a halak, a rák és a skorpió horoszkópú emberek védőszentje. Ábrázolása mindig valami fensőbbségeset sejtet mindenkivel, amitől (akárcsak Mihály arkangyaltól) a gonosz fél. Hatalmas szárnyakkal ábrázolják, mely a természetfeletti erejét jelképezi. Ő üldözte ki Ádámot és Évát a Paradicsomból.[forrás?]

## Gábriel a művészeti ábrázolásokon
A 4. században a katakombákban ifjú vagy szakálltalan férfi képében ábrázolták szárnyak és nimbusz nélkül. Az 5. századtól kezdték szárnyas, nimbuszos alakként ábrázolni. A 14. században főként Itáliában az ifjú leányos vonásokat kapott, s ez általánossá vált a reneszánsz és barokk képeken. A 18. századtól újra erőteljes ifjú. A festményeken főangyalként rendszerint Mihály arkangyallal együtt ábrázolják. Szerepel a Paradicsomból való kiűzetés, Dániel és Zakariás látomása, Jézus születése, a Háromkirályok képein, de leggyakrabban az angyali üdvözletben.
Attribútumai: hírnöki bot, harsona, trombita, kereszt, jogar, glóbusz, liliom, olajág, pálmaág, könyvtekercs, füstölő, kard.

### Gábriel a festészetben

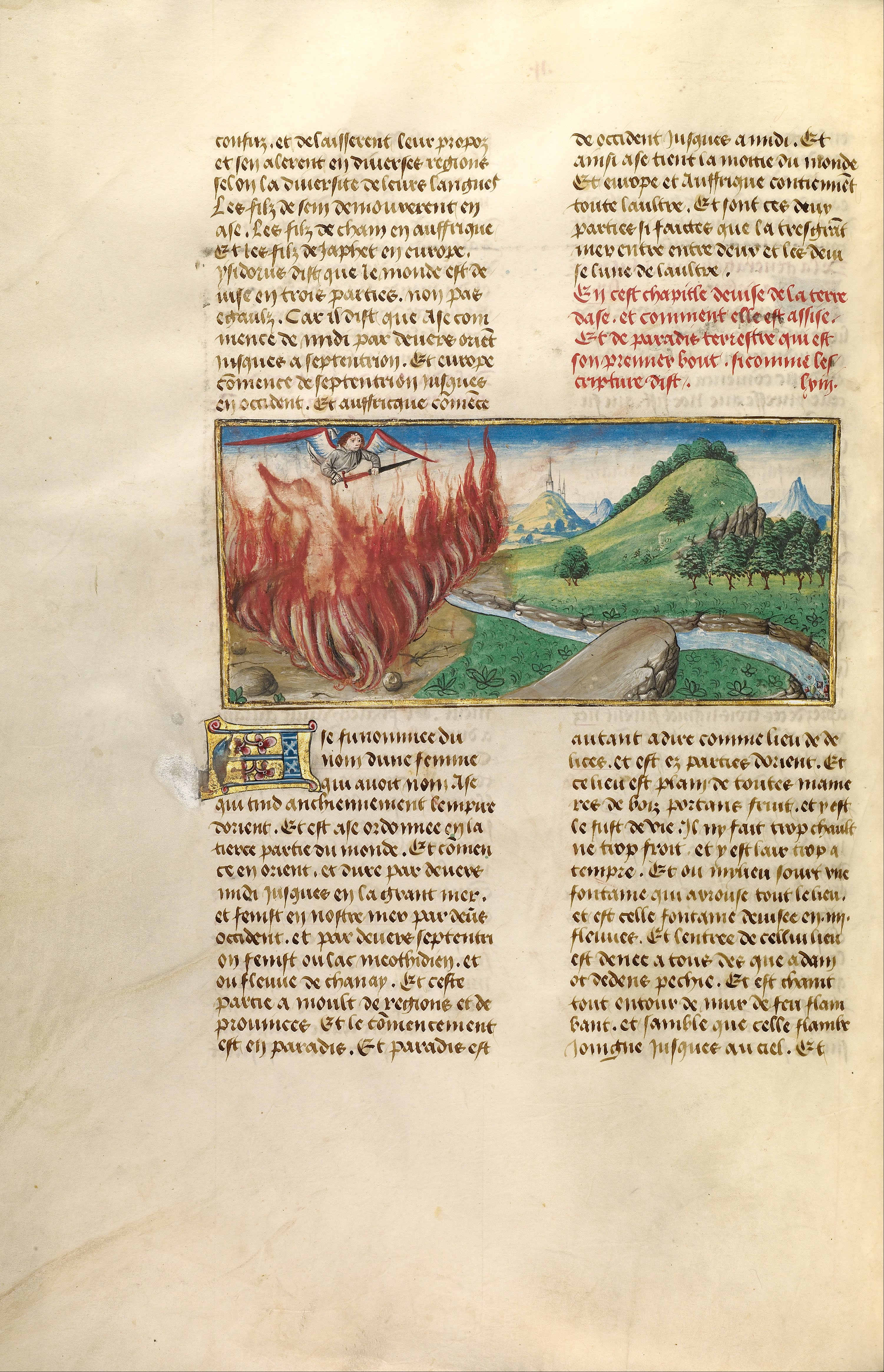
"Amikor az embert elűzte, az Éden kertjétől keletre odaállította a kerubokat és a fenyegető tüzes kardot, hogy őrizzék az élet fájához vezető utat"
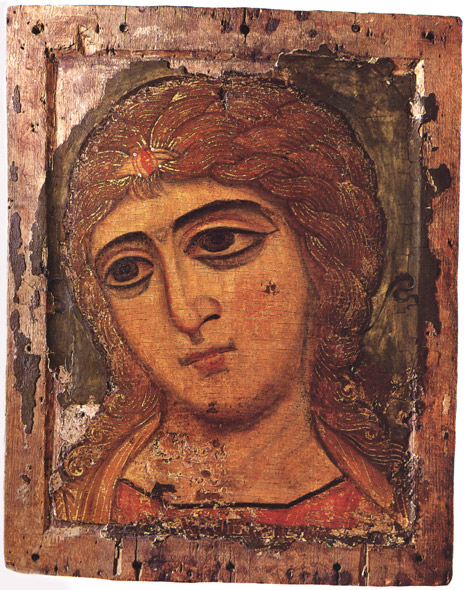
Gábriel arkangyal ikonja (12. század, Novgorod)
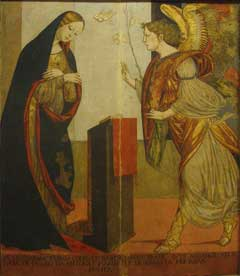
Angyali üdvözlet (Mariotto Albertinelli, 15. század)
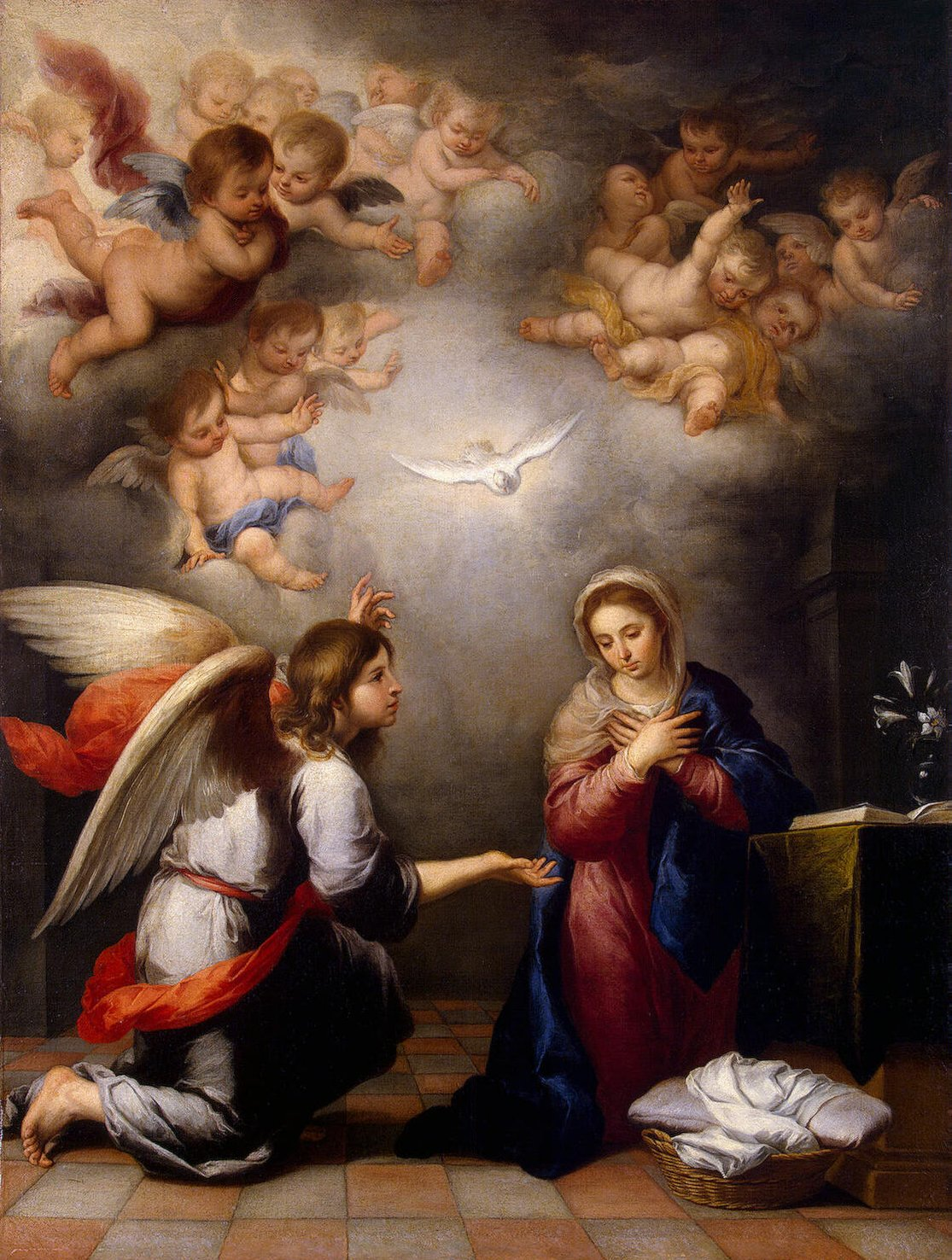
Angyali üdvözlet (Murillo, 1655)
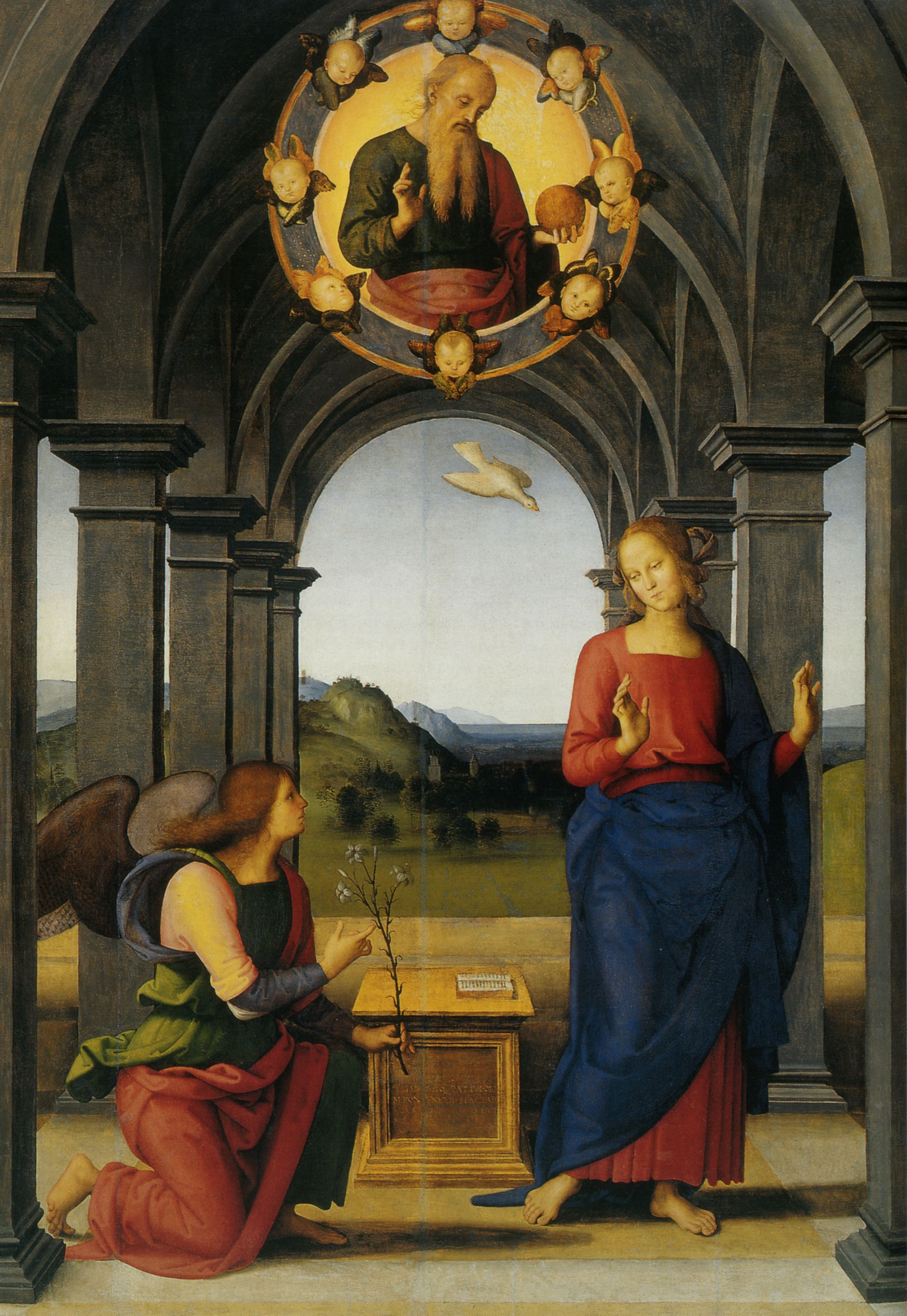
Angyali üdvözlet (Pietro Perugino, 1489)
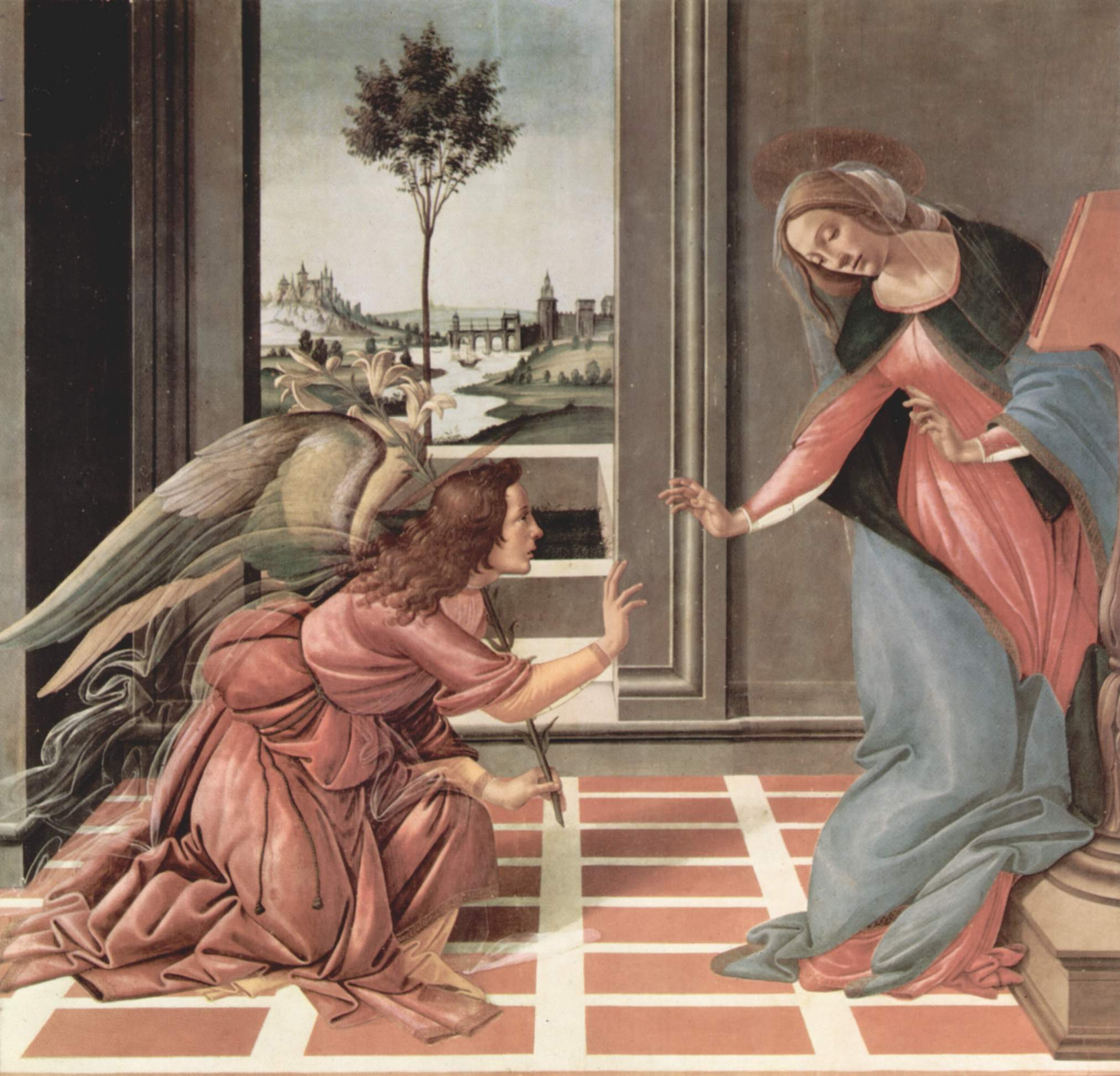
Angyali üdvözlet (Sandro Botticelli, 1490)
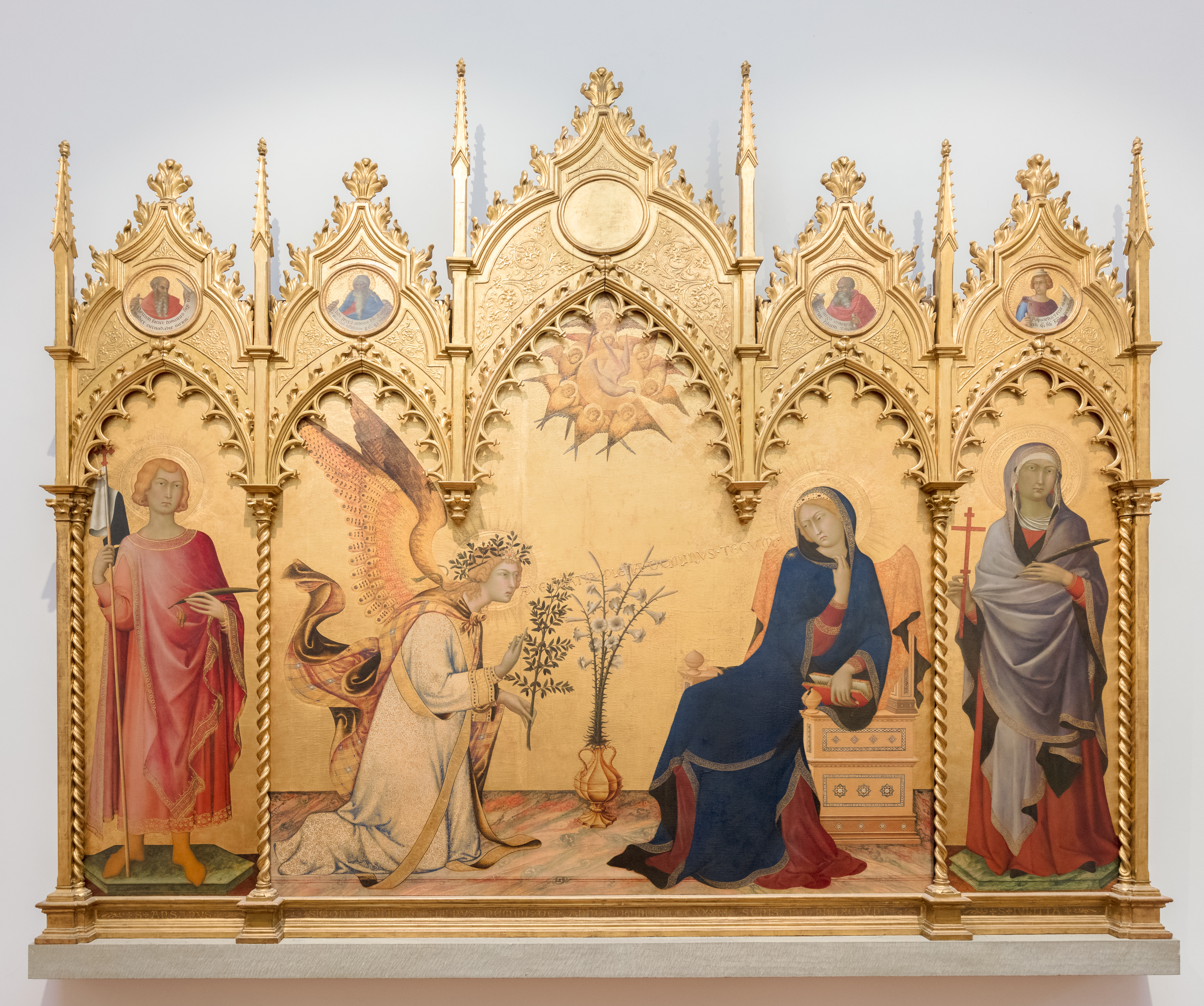
Angyali üdvözlet (Simone Martini)
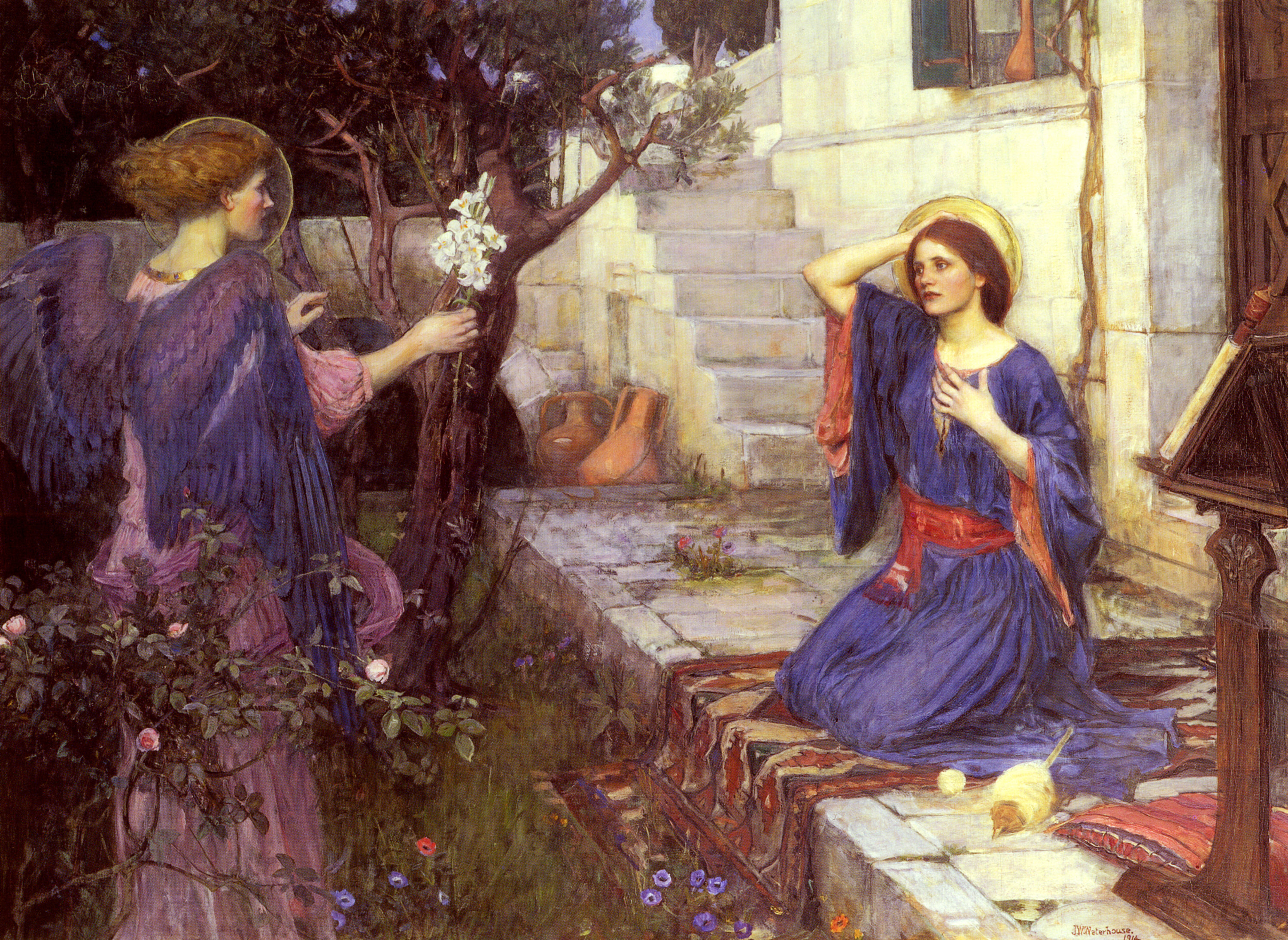
Angyali üdvözlet (John Williams Waterhouse)
Gábriel arkangyal képe Magyarláposon, az ortodox templom bejárata mellett

### Gábriel-szobrok

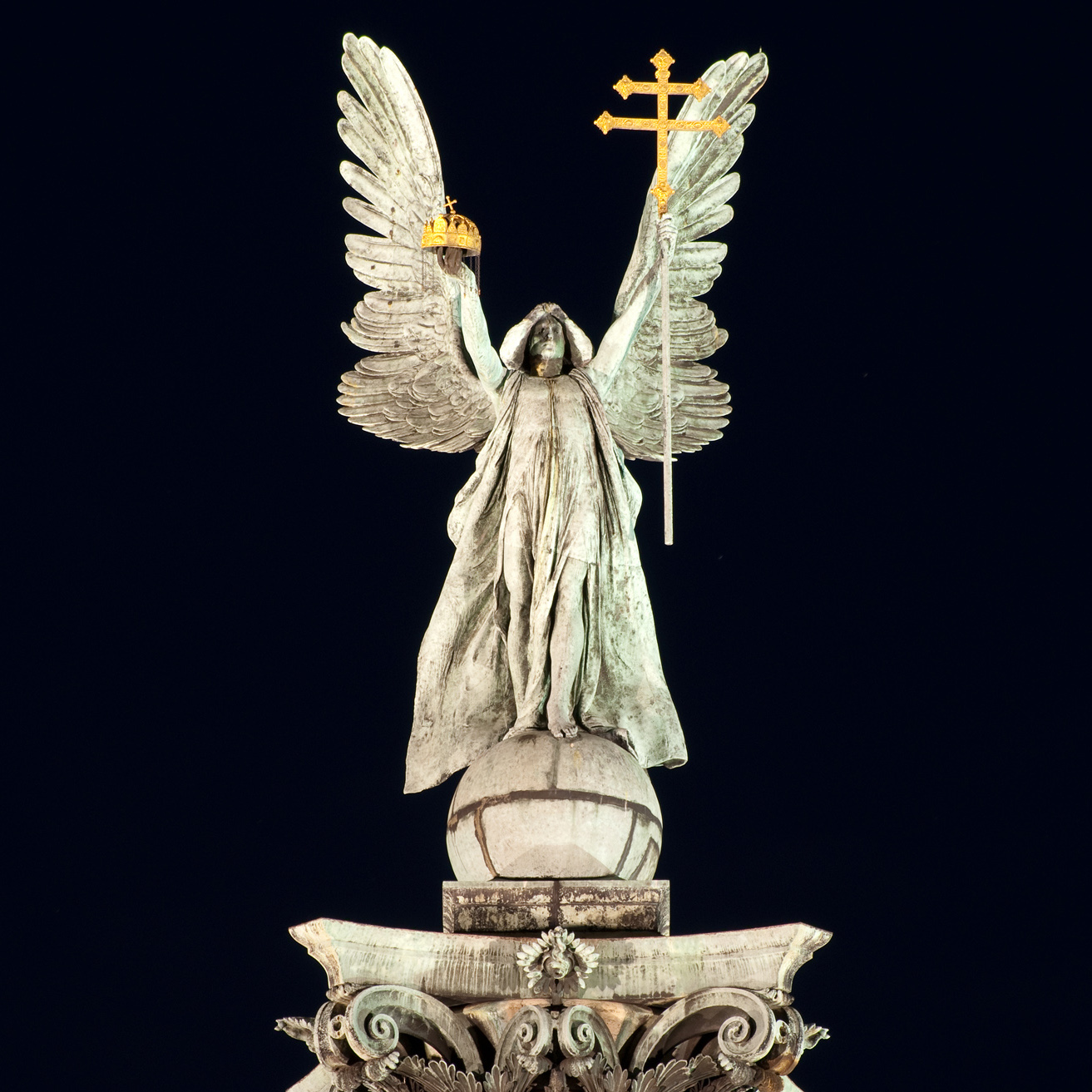
Gábriel arkangyal szobra a Millenniumi emlékmű főalakja
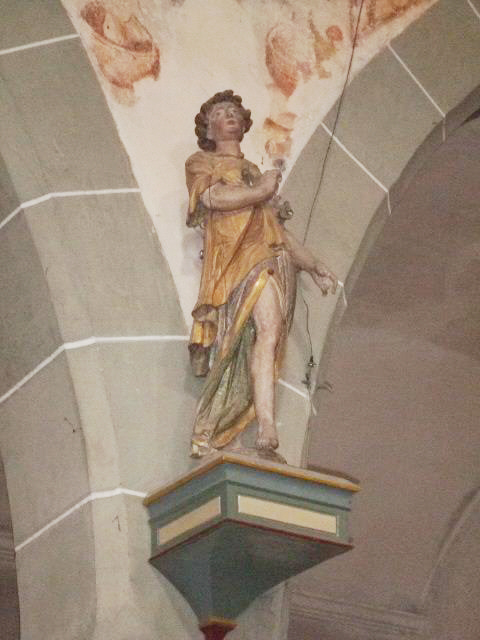
Gábriel arkangyal szobra, Bermatingen
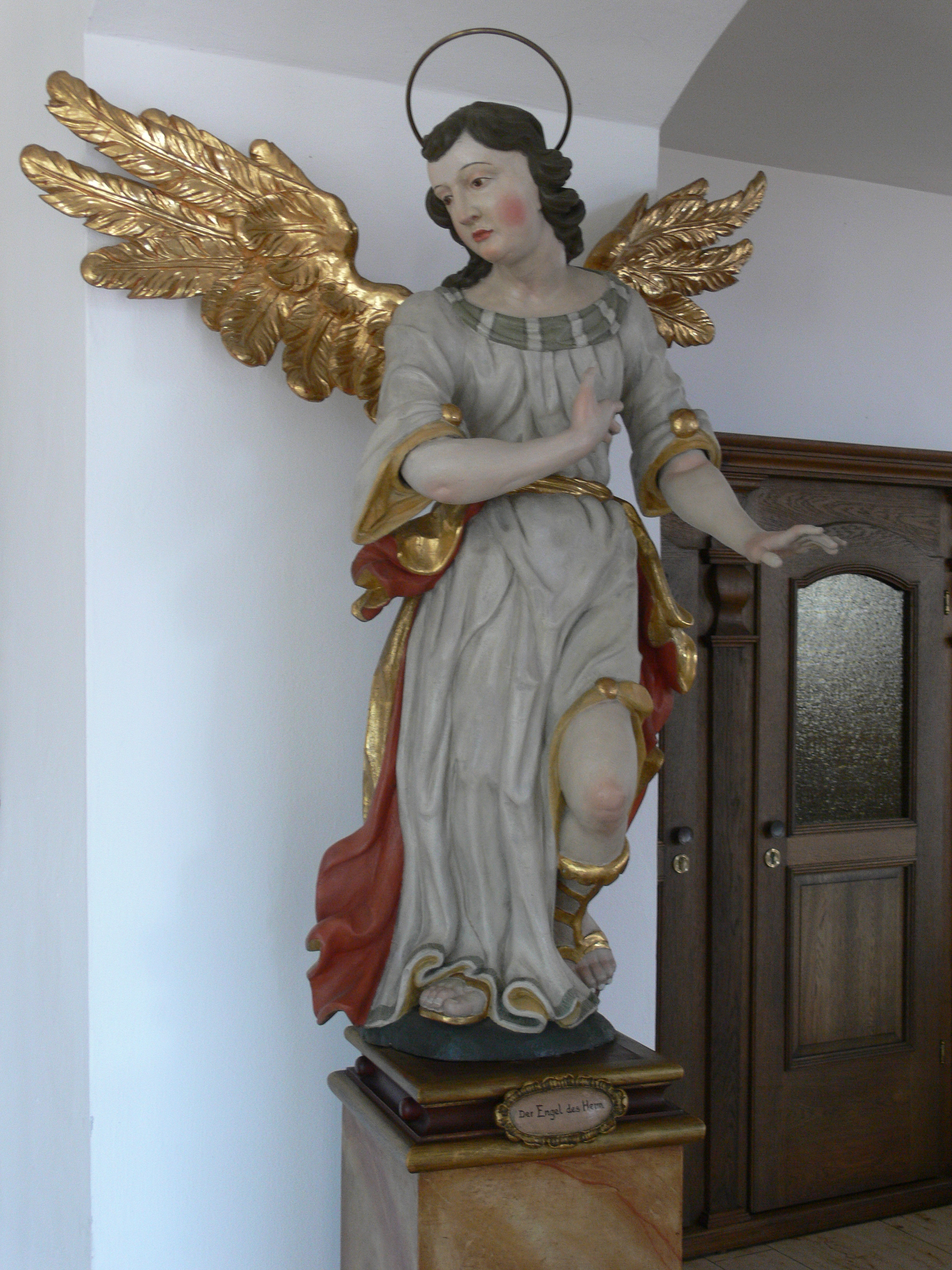
Gábriel arkangyal szobra, Waldburg
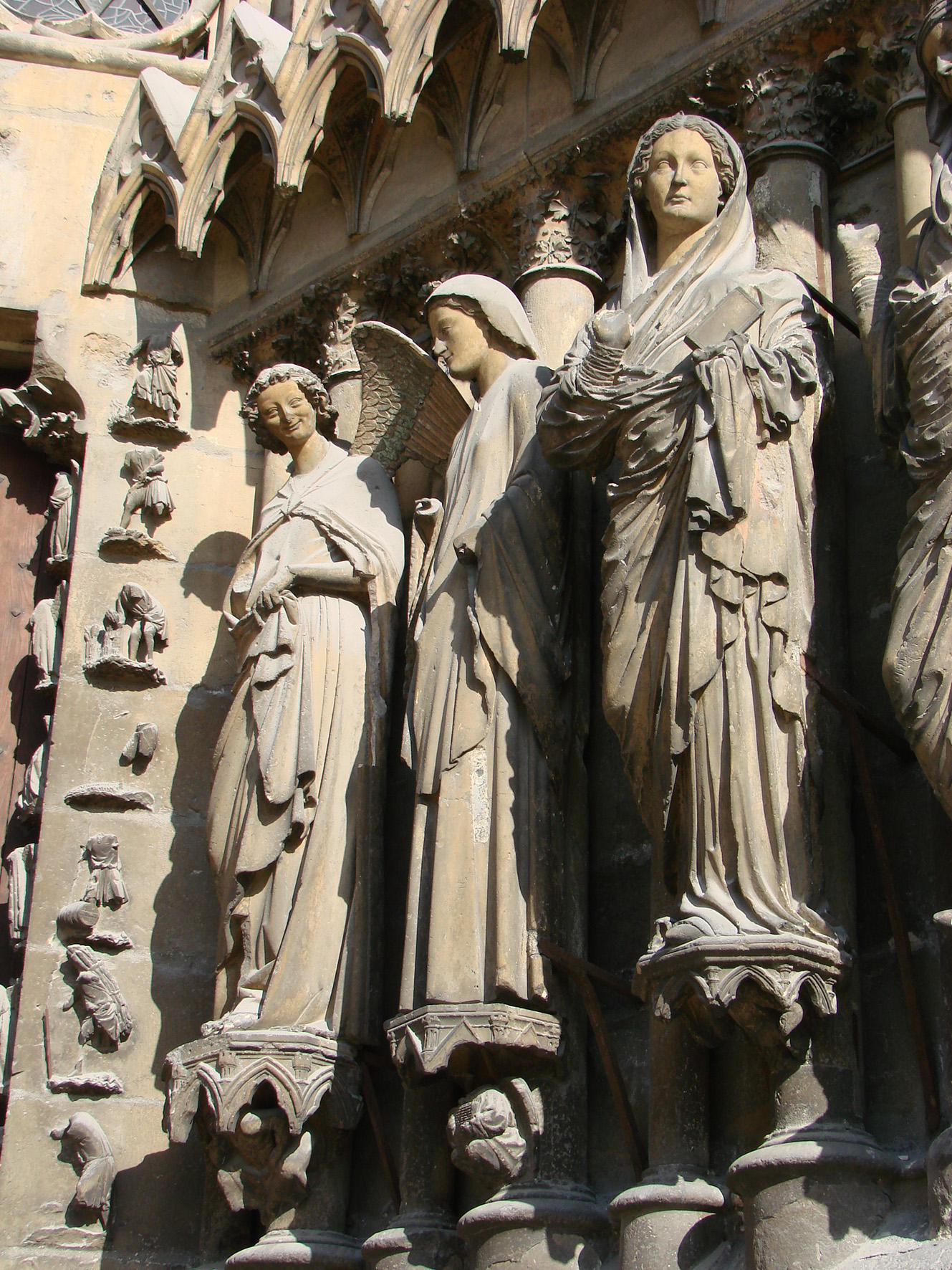
Gábriel szobra a Reimsi katedrális homlokzatán
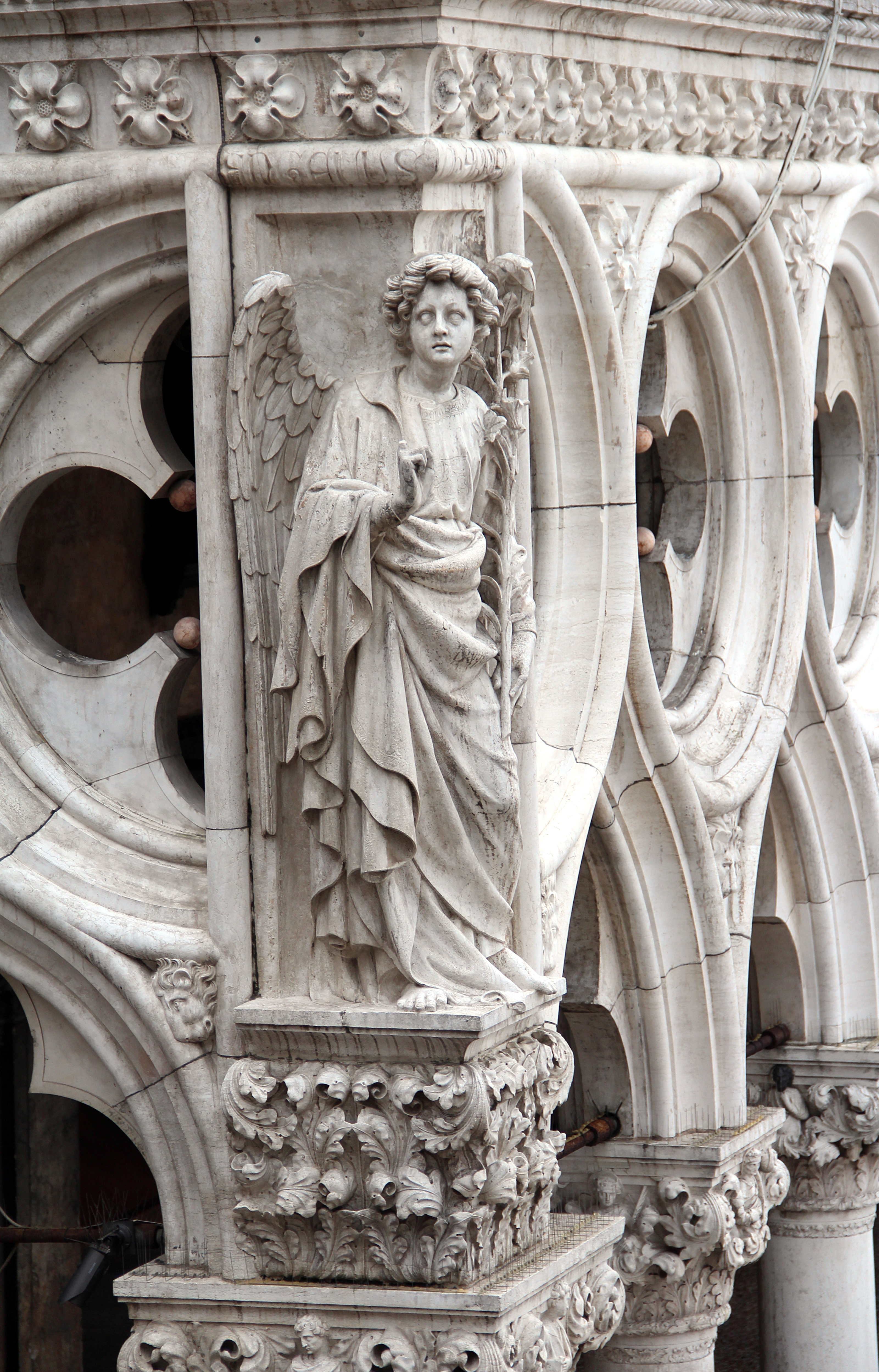
Gábriel szobra a velencei Dózsepalota homlokzatán

### Gábriel a filmművészetben
- Angyalok háborúja (1995) – Christopher Walken alakítja Gábrielt
- Constantine, a démonvadász (2005) – Tilda Swinton játssza
- A születés (2006) – Gábriel szerepében Alexander Siddig
- Gábriel – A pokol angyala (2007) – Andy Whitfield
- Gabriel— Odaát (2005-2019)- Richard Speight Jr